# David Morley
David Morley (* 1949) je britský sociolog, bývalý člen dnes již uzavřeného Centra pro současná kulturální studia (Center for Contemporary Cultural Studies).
Je profesorem na Goldsmiths University of London, kde vyučuje na katedře „Media and communications“. Je velmi významnou postavou sociologie a současných kulturálních studií, a to zejména díky svým publikovaným studiím a také rozvojem paradigmatu „aktivního publika“. U Morleyho díla můžeme pozorovat zájem o technologie a o vliv na již zmiňované publikum. Obecně mezi jeho výzkumné zájmy patří mediální publikum, kulturní vkus, kulturní imperialismus apod. Dlouhodobým záměrem toho autora je tematika pronikání technologií do našeho každodenního života. Provedl rozsáhlé etnografické výzkumy, které se zabývají jak funkční, tak symbolickou dimenzí komunikačních technologií. Dalším zájmem tohoto autora je otázka kulturní teorie a globalizace a snaha o vytvoření ne-etnocentrických mediálních studií, a to v rámci kulturálních studií. Tento autor je také členem edičních rad několika odborných časopisů. Jmenujme Cultural studies, European journal of cultural studies, Television and new media a mnoho dalších.

## Životopis
Předtím než začal vyučovat na Goldsmith’s university of London, byl David Morley členem Centra pro současné kulturální studia v Birminghamu. Zastával také pozici hostujícího profesora na univerzitě ve Stockholmu, na univerzitě v Kalifornii, v Chicagu, v Sydney, Tolouse a také na univerzitě v Barceloně. Nejvíce se v současnosti angažuje na Goldmisth’s university of London, kde vykonává také funkci redaktora několika odborných časopisů.

## Text
Text v rámci kulturálních studií chápeme ve větší šíři, než jak mu rozumíme v obecné rovině (tedy například knihy, časopisy, média, kde se text konkrétně nachází). Dle kulturálních studií je textem vše, co tvoří význam prostřednictvím praktik označování. To znamená, že sem spadá tvorba významů pomocí obrazů, zvyku, předmětů apod.

## Aktivní publikum
Tento koncept znamená, že čtenáře (diváka) lze chápat nejen jako pasivního příjemce toho, co je mu předkládáno, ale také jako aktivního, dynamického tvůrce významu. Toto paradigma vzniklo jako reakce na představu, že informace z masových médií vstřebává publikum naprosto pasivně. Jedná se o takzvaný model „infuzní jehly“, kdy média, chápána jak omnipotentní, předávají informace publiku přímo (jsou do publika doslova vstřikována), aniž by si je publikum mohlo nějakým způsobem modifikovat. Koncept infuzní jehly je dílem autora Harold Laswella (teoretik komunikace). David Morley v 80. letech 20. století dokázal na základě empirických výzkumů, že sociokulturní prostředí, ze kterého jedinec pochází, silně ovlivňuje vnímání textů. Význam tedy není v textu samotném, ale nachází se ve vzájemné interakci mezi textem a publikem.

## Television, audiences and cultural studies
V této publikaci z roku 1992 se David Morley zaměřuje na televizi a její aktivní vnímání publikem. Zabývá se teoretickou základnou televizního publika a také výzkumy, jež byly na této témata prováděny. Dále jako základní témata této knihy jmenujme roli genderu, recepční analýzu aktivního publika, televizní technologii a příjem těchto technologií. V této práci je téměř vše založeno na empirickém výzkumu, který Morley sám prováděl. Morley se velkou měrou zasloužil o to, aby bylo publikum chápáno na základě různorodosti sociálního zázemí, genderu, rasy apod. David Morley v té knize pokládá otázky, jak kulturní a třídní rozdíly mohou mít vliv na naše chápání a interpretaci televizního vysílání, jak média konstruují tzv. „národní rodinu“ a také o tom, jak velký význam mohou mít menší etnografické výzkumy pro pochopení globální dynamiku postmoderních médií.

## The nationwide audience
V této studii (z roku 1980) využívá David Morley termínů „dominantní dekódování“, „dekódování v dohodnutém kódu“ a „opoziční dekódování“, jež převzal od Stuarta Halla. V dominantním nebo také „hegemonním“ způsobu dekódování (rozumějme ve smyslu čtení), jsou programové „kódy“ (systémy hodnot, postojů, víry apod.) plně a v celém svém smyslu přijímány publikem.
Dekódování v dohodnutém kódu znamená, že publikum z části souhlasí s nabízeným programem, ale modifikuje si jej na základě svých zájmů.
Při opozičním dekódování publikum nepřijímá nabízené programové schéma a odmítá jej, má snahu zajistit a odnést si alternativní schéma výkladu z programu.
David Morley provedl rozsáhlé výzkumy ohledně tohoto tématu. Největší skupina četla texty dominantně. Způsobem dekódování v dohodnutém kódu nejvíce čtou studenti a opozičním dekódováním čtou různé etnické skupiny, například Afroameričané a Asiaté.